# Уаргла
Уа́ргла (араб. ورقلة‎, Варкла или Варгла) — город на севере центральной части Алжира, административный центр одноимённых вилайета и округа. Часть жителей говорит на языке уаргла. Население — 140 000 чел. (по оценке 2005 года).

## География
Город расположен в северной части пустыни Сахара, на берегу высохшего водоёма, дно которого покрыто слоем соли. Климат засушливый. Расстояние до города Гардаи — 180 км (на запад), до Туггурта — 165 (на северо-восток).

## История
Город был основан в начале X века мусульманами-ибадитами. В 1012 году Уаргла была захвачена суннитами, население в основной своей массе было вынуждено бежать в Мзаб, а город заселили берберы и выходцы из Чёрной Африки. В XVI веке Уаргла, как и значительная часть территории современного Алжира, перешла под власть Османской империи. 
В 1830-х годах турки потеряли власть над этими землями, однако уже в 1872 году город был захвачен французами. Современный город фактически был построен к 1928 году вокруг французского форта. 
С 1962 года Уаргла — в составе независимого Алжира.

## Экономика
В конце XIX — начале XX века столпами местной экономики являлись сельское хозяйство и кожевенное производство. 
В настоящее время основу благосостояния современной Уарглы составляют нефть и природный газ, добываемые к югу от города. Также местные жители занимаются скотоводством и производством шерстяных ковров.

### Транспорт
В городе есть аэропорт. В марте 2018 года в Уаргле пущен трамвай.